# Silver Republican Party

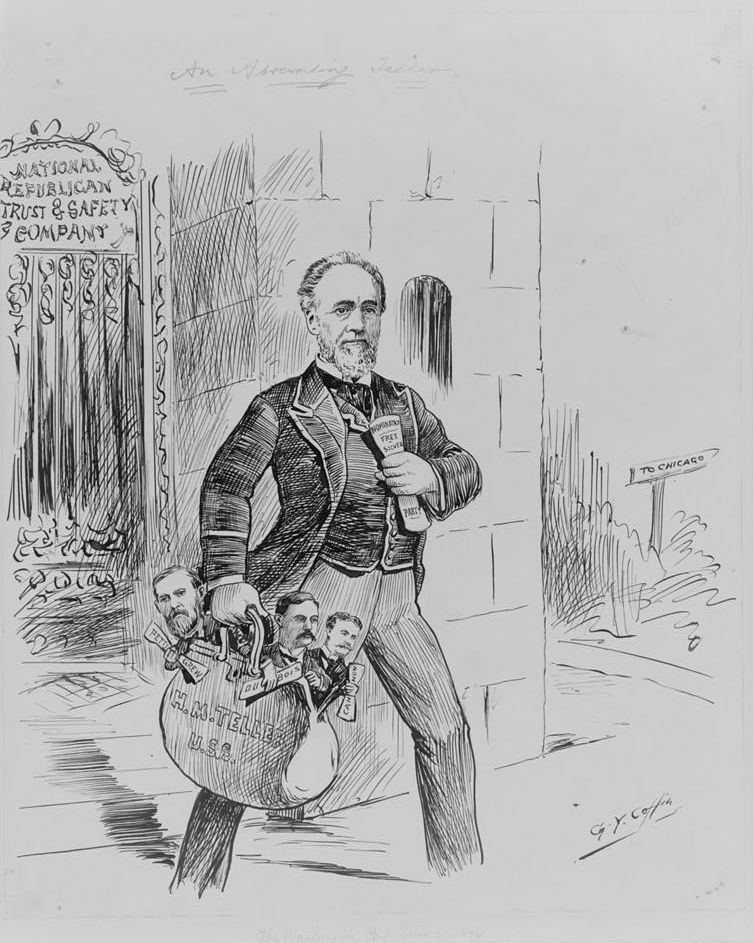
Henry M. Teller, karikiert als „An absconding Teller“ von George Yost Coffin, 21. Juni 1896

Die Silver Republican Party war von 1896 bis 1901 eine amerikanische politische Partei. Sie entstand im Streit über die Silberwährung als Abspaltung von der Republikanischen Partei.
1873 war mit dem Coinage Act der Bimetallismus in den Vereinigten Staaten faktisch zugunsten des Goldstandards aufgegeben worden. Vor allem in den Weststaaten mit ihren Silberminen stieß dies auf Kritik. Befürworter der Silbergeldwährung forderten, dass auch Silber wieder Grundlage der amerikanischen Währung sein sollte, in der Hoffnung, durch eine Vergrößerung der Geldmenge die Inflation anzuheizen und das Wirtschaftswachstum zu fördern. Als es 1893 zu einer großen Wirtschaftskrise („Panik von 1893“) kam, erhoben vor allem Farmer den Ruf nach einer Monetarisierung des Silbers („freies Silber“). Ihre Forderungen wurden von der 1891 neu formierten People’s Party vertreten. Die Demokratische Partei übernahm unter ihrem Kandidaten William Jennings Bryan für den Präsidentschaftswahlkampf 1896 Teile dieses populistischen Programms. Die Republikanische Partei nominierte auf ihrem Parteitag vom Juni 1896 William McKinley und lehnte die Forderungen nach „freiem Silber“ ab. Senator Henry Moore Teller aus Colorado verließ daraufhin unter Protest den Parteitag. In der Folge gründeten republikanische Anhänger der Freisilberpolitik um Teller 1896 die Silver Republican Party.
Die Silver Republican Party hatte ihren Rückhalt vor allem in den Weststaaten. Die Forderung nach uneingeschränkter Prägung von Silbergeld war praktisch ihr Programm. Dahinter steckte freilich die Befürchtung, dass ökonomische Interessengruppen an der Ostküste die Währungspolitik benutzten, um die Entwicklung des amerikanischen Westens zu kontrollieren. Die Partei arbeitete eng mit der American Bimetallic League zusammen, kooperierte mit der Silver Party aus Nevada und unterstützte gemeinsam mit den Populisten den demokratischen Präsidentschaftskandidaten Bryan. Bei den Gouverneurswahlen 1896 in Colorado unterstützten die „Silber Republikaner“ den demokratischen Kandidaten Alva Adams. Die Silver Republican Party stellte nach den Wahlen von 1896 zwei Kongressabgeordnete und fünf Senatoren. Nach Bryans Wahlniederlage löste sich die Partei bis 1901 sukzessive auf. Die meisten Mitglieder schlossen sich wieder den Republikanern an, einige, wie Teller, auch den Demokraten.

## Bekannte Mitglieder derSilver Republican Party
- Frank J. Cannon – Senator aus Utah
- Fred Dubois – Senator aus Idaho
- Thomas Kearns – Senator aus Utah
- John P. Jones – Senator aus Nevada
- Lee Mantle – Senator aus Montana
- Richard F. Pettigrew – Senator aus South Dakota
- John F. Shafroth – Abgeordneter, Gouverneur und Senator von Colorado
- William Morris Stewart – Senator aus Nevada
- Henry M. Teller – Senator aus Colorado